# 天狗瀑布
天狗瀑布位於宜蘭縣大同鄉天狗溪右岸支流，三星山西北方約1.5公里處山麓溪谷，瀑布標高約1420公尺至1290公尺，為四階連瀑，瀑布落差分別約為30、70、20、10公尺，總落差約130公尺。由翠峰景觀道路（平元林道）3.95K彎道處鞍部北側進行溪降，約1.4公里可達瀑布頂端。

## 解
1. ↑  根據《臺灣通用電子地圖【NLSC】》、《農航所（正射影像圖）》對照。

## 來源
1. ↑  Xiaofei22. . HopOut. 2023-10-05  [2024-08-09]. （原始内容存档于2024-08-09）.